# Sloupno nad Cidlinou
Sloupno ist eine Gemeinde in Tschechien. Sie liegt zwei Kilometer nördlich von Nový Bydžov und gehört zum Okres Hradec Králové.

## Geographie
Sloupno befindet sich rechtsseitig der Cidlina an deren Seitenarm Mlýnská Cidlina auf der Ostböhmischen Tafel. Westlich des Ortes führt die Bahnstrecke Velký Osek–Trutnov vorbei, nächste Bahnstationen sind Nový Bydžov und Skřivany.
Nachbarorte sind Skřivany im Norden, Podoliby und Chmelovice im Nordosten, Králíky im Osten, Prasek im Südosten, Metličany und Nový Bydžov im Süden, Stará Skřeněř im Südwesten, Starý Bydžov im Westen sowie Křičov und Ovčín im Nordwesten.

## Geschichte
Die erste urkundliche Erwähnung von Sloupno erfolgte im Jahre 1278. Bis zum Ende des 15. Jahrhunderts diente die Feste des Herrensitz der Vladikengeschlechter Kordul, Hernýk, Heřmanský und Sádovský von Sloupno. Nach 1487 erlosch die Feste. 1516 erwarb Wilhelm II. von Pernstein Teile der Herrschaft Sloupno und schlug diese Güter der Herrschaft Chlumetz zu. Weitere Besitzer waren ab 1521 Vojtěch von Pernstein (1490–1534) und nach dessen Tode seine Neffen Jaroslav, Vratislav und Vojtěch. 1553 entstand am Ufer der Cidlina eine neue Feste. Die Pernsteiner verkauften die Güter an Jan Klucký von Libodřice. Später gehörte Sluopno den Materna von Květnice und Přítoc. Von ihren kaufte Albrecht von Waldstein 1628 die Güter. 1636 wurde die Herrschaft Sloupno konfisziert und Nikolaus Graf Desfours zum Geschenk gemacht. Dessen Erben verkauften Sloupno 1665 an Adolf Wilhelm Harant von Polschitz. Harant veräußerte die Herrschaft 1672 an das Stift Břevnov. Dessen Abt Thomas Sartorius ließ die Feste zu einem Sommersitz umbauen. Außerdem diente das auf halber Wegstrecke zwischen Braunau und Břevnov günstig gelegene Sloupno als Umspanne bei Reisen. 1686 kauften die Benediktiner noch von der Herrschaft Smidary den Hof Podoliby, auf dem später das Dorf Chmelovice angelegt wurde, den Neuhof, auf dem die Siedlung Opatow entstand, sowie Kralik.
1843 hatte Sloupno 637 Einwohner.
Nach der Aufhebung der Patrimonialherrschaften bildete Sloupno ab 1850 eine Gemeinde im Bezirk Nový Bydžov. Im Jahre 1921 lebten in Sloupno 905 Menschen. 1948 wurden die Güter der Benediktiner und das Schloss enteignet. Seit 1961 gehört die Gemeinde Sloupno zum Okres Hradec Králové. Zwischen 1980 und 1990 war Sloupno nach Nový Bydžov eingemeindet.

## Gemeindegliederung
Für die Gemeinde Sloupno sind keine Ortsteile ausgewiesen.

## Sehenswürdigkeiten

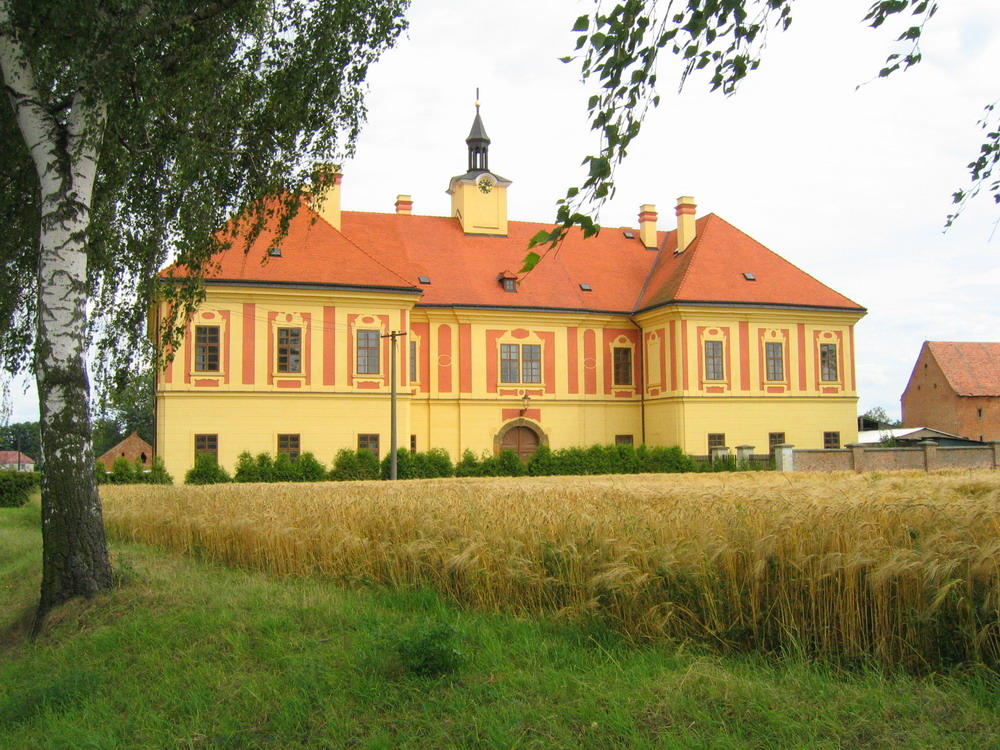
Schloss Sloupno

- Schloss Sloupno, die ehemalige Renaissancefeste wurde 1687 von Abt Thomas Sartorius zum barocken Sommersitz umgestaltet. 1748 erfolgte unter dem Abt Benno Löbl nach Plänen von Kilian Ignaz Dientzenhofer ein erneuter Umbau.

## Persönlichkeiten

### Söhne und Töchter der Gemeinde
- Josef Hnojil (1796–1852), Komponist und Kapellmeister

### In Sloupno lebten und wirkten
- Kilian Ignaz Dientzenhofer weilt ab 1730 häufig als Gast auf Schloss Sloupno.
- In Sloupno lebte und verstarb der Pomologe Josef Eduard Proche (1822–1908)
- Václav Vojtěch (1901–1932), Antarktisforscher und Teilnehmer an der Expedition auf den Byrd-Gletscher in den Jahren 1928–1930